# Näfels
Näfels est une localité et une ancienne commune suisse du canton de Glaris, située dans la commune de Glaris Nord.

## Géographie

Photo aérienne prise à 300 m par Walter Mittelholzer (1923)

Selon l'Office fédéral de la statistique, l'ancienne commune de Näfels mesurait 36,93 km2 et était limitrophe de Glaris, Mollis, Netstal et Oberurnen, ainsi que d'Innerthal dans le canton de Schwytz.

## Histoire
En 1388, les confédérés vainquirent les Habsbourg, lors de la bataille de Naefels.

## Démographie
Selon l'Office fédéral de la statistique, Näfels compte 4021 habitants. Sa densité de population atteint 109 hab./km2.
Le graphique suivant résume l'évolution de la population de Näfels entre 1850 et 2008 :

## Culture et patrimoine

### Héraldique
| Blason | Blasonnement : D'argent au bateau de sable chargé de deux rames d'or. |

### Personnalité
- Hildegard Feldmann (1936-1990), infirmière et missionnaire laïque.